# إلشود راسولوف
إلشود راسولوف (مواليد 7 مارس 1986) هو ملاكم أوزباكستاني، مثّل بلاده في الألعاب الأولمبية الصيفية في دورتي 2008 و2012.

## روابط خارجية
إلشود راسولوف على موقع اللجنة الأولمبية الدولية (الإنجليزية)
- إلشود راسولوف على موقع أوليمبيديا (الإنجليزية)